# Droglowice
Droglowice est une localité polonaise de la gmina de Pęcław, située dans le powiat de Głogów en voïvodie de Basse-Silésie.